# De Redin Towers

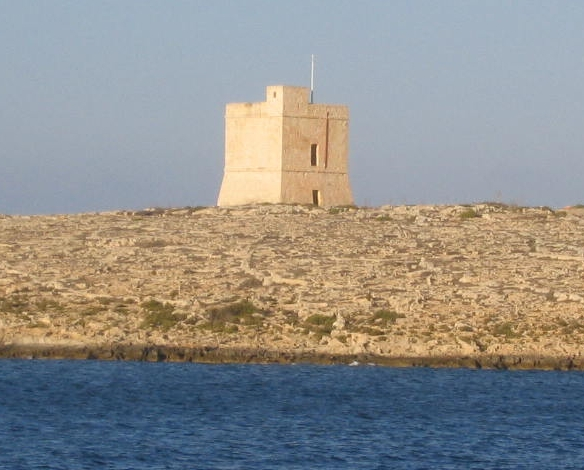
Der St Mark’s oder Qalet Marku Tower, einer der dreizehn de Redin Towers

Die De Redin Towers sind eine Reihe von dreizehn Befestigungsanlagen auf Malta, die während der Herrschaft des Großmeisters Martin de Redin von 1657 bis 1660 erbaut worden sind. Nach ihm werden diese Türme benannt. Im Vergleich zu den 1609 bis 1614 erbauten Wignacourt Towers hatte sich die Aufgabe dieser Türme geändert. Wesentlich kleiner gebaut und schwächer bewaffnet, dienten sie vorrangig als Beobachtungsposten, von denen bei Annäherung einer gegnerischen Flotte die Garnison in Valletta und an anderen Orten alarmiert werden sollte. Dazu waren die Türme zusammen mit den Wignacourt Towers und den Lascaris Towers auf Sichtweite zueinander angeordnet, so dass bei Tag und Nacht optische Signale übermittelt werden konnten. Ihre Aufstellung erfolgte an Abschnitten der Küste, an denen eine Anlandung gegnerischer Truppen aufgrund des Geländes möglich war.

## Türme
Folgende Türme wurden errichtet:
1. Għajn Ħadid Tower[2][3]
2. Għallis Tower[2]
3. St Mark’s Tower[2], auch Qalet Marku Tower[Anmerkung 1]
4. Madliena Tower[2][4][5]
5. St Julian’s Tower[2]
6. Aħrax Tower (White Tower)[2]
7. Bengħisa Tower[2]
8. Triq il-Wiesgħa Tower[2]
9. Xrobb l-Għaġin Tower[2]
10. Delimara Tower[2]
11. Żonqor Tower[Anmerkung 2]
12. Ħamrija Tower[2]
13. Wardija Tower[2]

Nach dem Tode de Redins wurden nach dem gleichen Konstruktionsprinzip weitere Türme errichtet:
1. Mġarr ix-Xini Tower[6][7][Anmerkung 3]
2. San Blas Tower[7]

## Konstruktion
Die Türme entsprechen in Größe und Form ungefähr den Lascaris Towers. Sie hatten einen quadratischen Grundriss, eine Breite bzw. Tiefe von ungefähr acht Metern und eine Höhe von ungefähr zehn bis zwölf Metern. Das Erdgeschoss hatte die Form eines Pyramidenstumpfes, darüber verliefen die Mauern nahezu senkrecht. Im Erdgeschoss befand sich normalerweise ein Lagerraum, im ersten Stockwerk die Unterkünfte für die Besatzung des Turmes. Der Zugang zu diesem Stockwerk erfolgte über eine einziehbare, hölzerne Leiter. Von diesem Stockwerk erfolgte auch über eine teilweise in die Wand eingebaute Wendeltreppe zum Dach. Das Dach war mit einer niedrigen Brustwehr versehen, über die die dort aufgestellte Kanone feuern konnte. Von hier konnten auch bei Tag und Nacht optische Signale gegeben werden.
Die Baukosten beliefen sich im Normalfall auf weniger als 500 Scudi. Damit waren diese Türme deutlich billiger als die Wignacourt Tower zu errichten.
Im Gegensatz zu den Lascaris Towers konnten die de Redin Towers auf dem Dach ein oder mehrere Kanonen aufnehmen. Erreicht wurde dies durch die Überdachung der Innenräume mit Tonnengewölben. Im Regelfall wurden auf den Türmen ein oder zwei eiserne 3-Pfünder-Kanonen aufgestellt. Diese dienten vorrangig zur Alarmierung, zum Kampf gegen stärker bewaffnete Schiffe konnten sie kaum eingesetzt werden. Im Jahre 1659 wurden jedem Turm zwei moschettoni di posta zugeteilt, dabei handelt es sich um schwere Musketen.
Während der britischen Kolonialherrschaft wurden diese Türme anfänglich noch genutzt. Captain Dickens schlug 1813 vor, die Türme zu verstärken und die Küstenbefestigungen des Ordens auszubauen. Diese Pläne gelangten jedoch nicht zur Ausführung. 1828 schlug Captain Jones von den Royal Engineers den Abbruch aller Türme vor. Er begründete seinen Vorschlag damit, dass die Türme einem Beschuss mit moderner Artillerie nicht lange standhalten würden, ein Ausbau jedoch zu aufwändig wäre. Der bauliche Zustand der Türme hatte sich in den zurückliegenden Jahren verschlechtert, einige waren in einem ruinösen Zustand, andere bedurften der Instandsetzung. 1832 verfügte Colonel Morshead, Chief Royal Engineer, den Abbruch aller Türme. Letztendlich wurde von einem Abriss Abstand genommen und die vorhandenen Türme an die lokalen Behörden übergeben.  Lediglich der Madliena Tower verblieb bis in die Zeit nach dem Zweiten Weltkrieg und wurde an die geänderten Anforderungen angepasst.

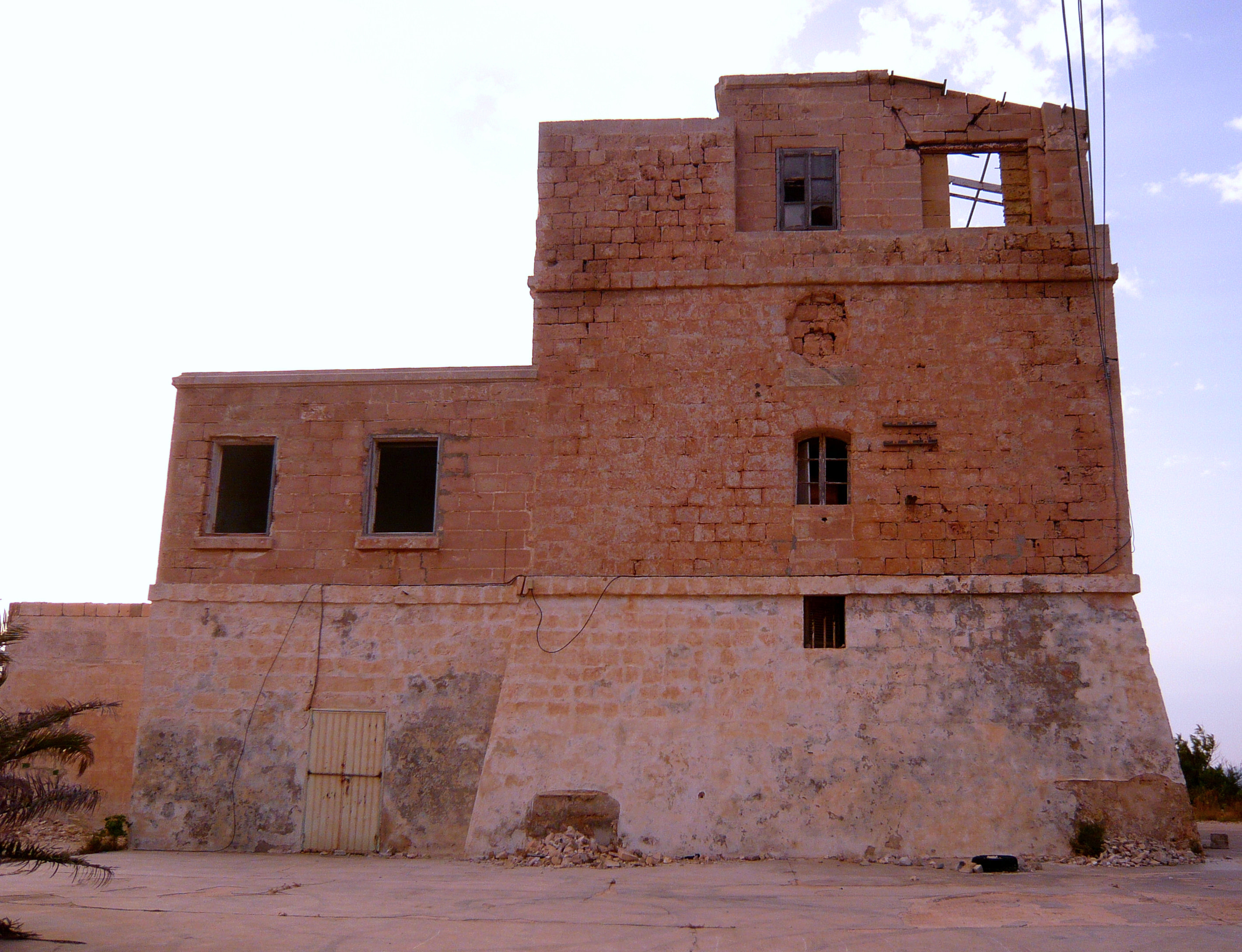
Aħrax (White) Tower
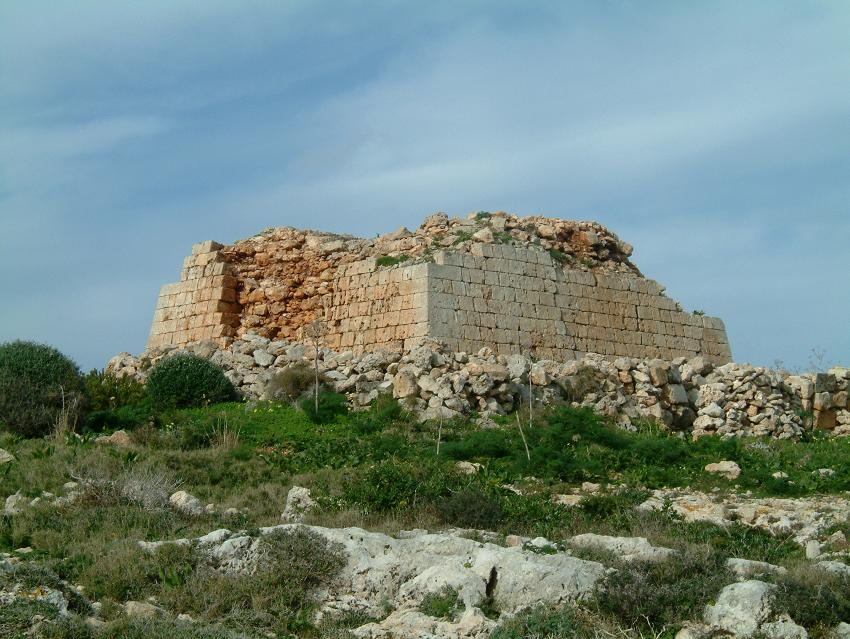
Ghajn Hadid Tower
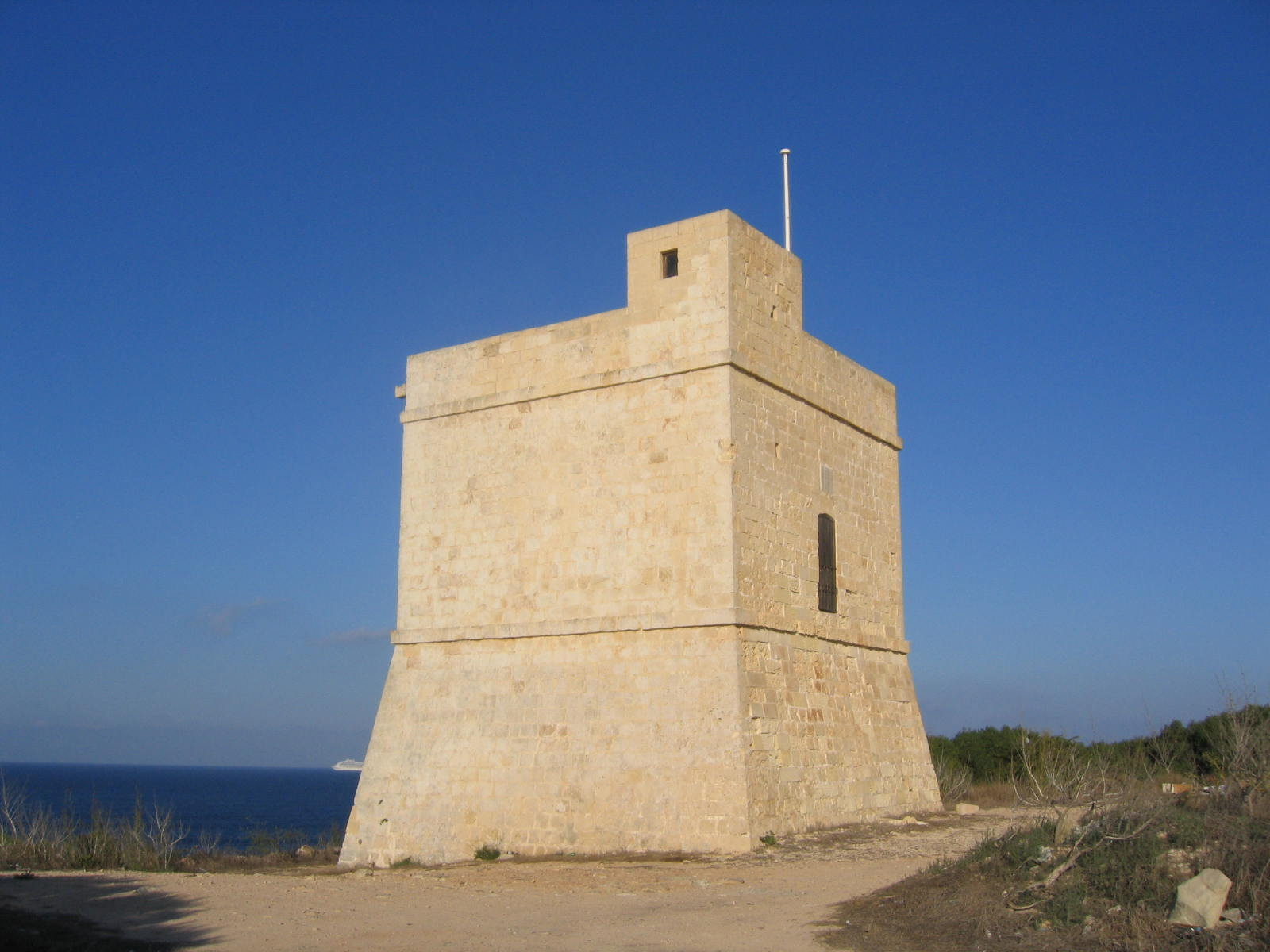
Għallis Tower
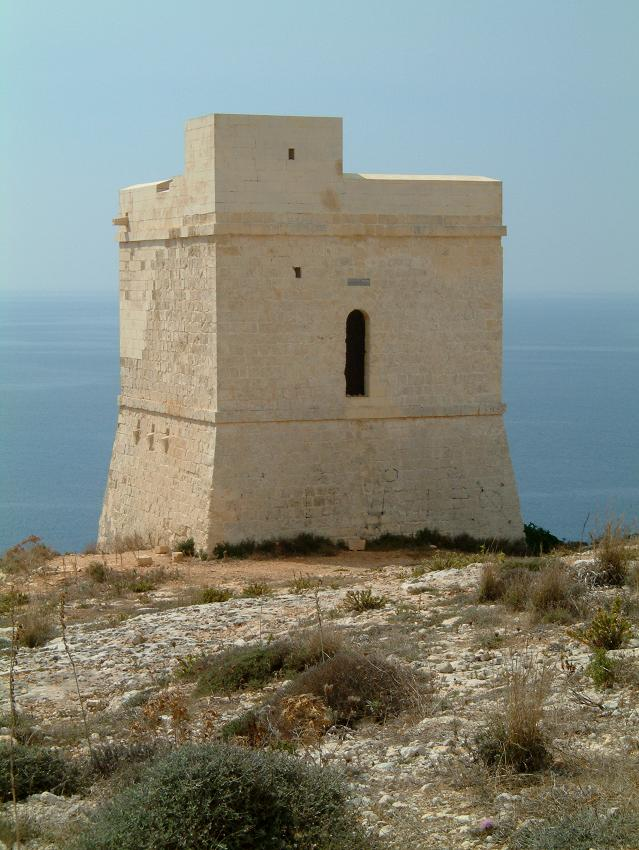
Hamrija Tower
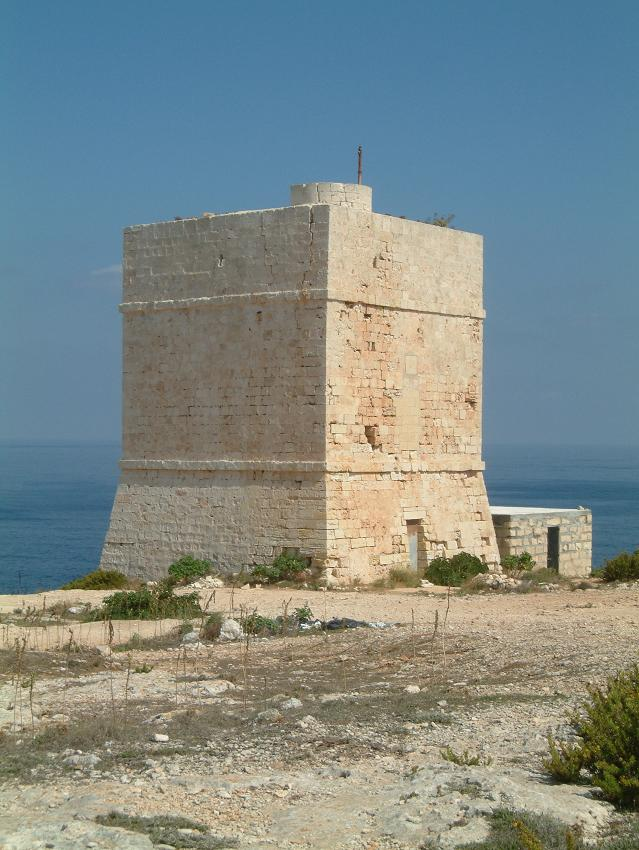
Madliena Tower
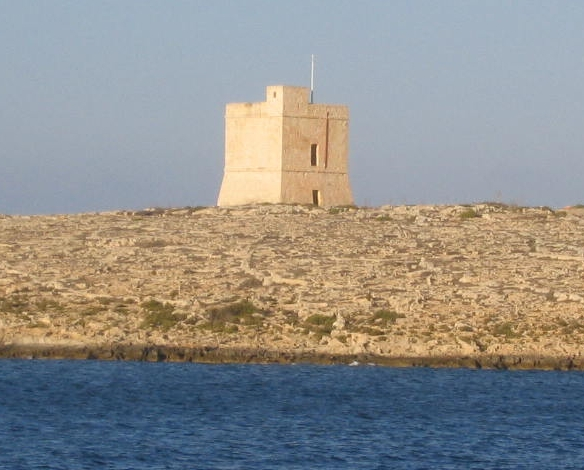
St Mark’s Tower
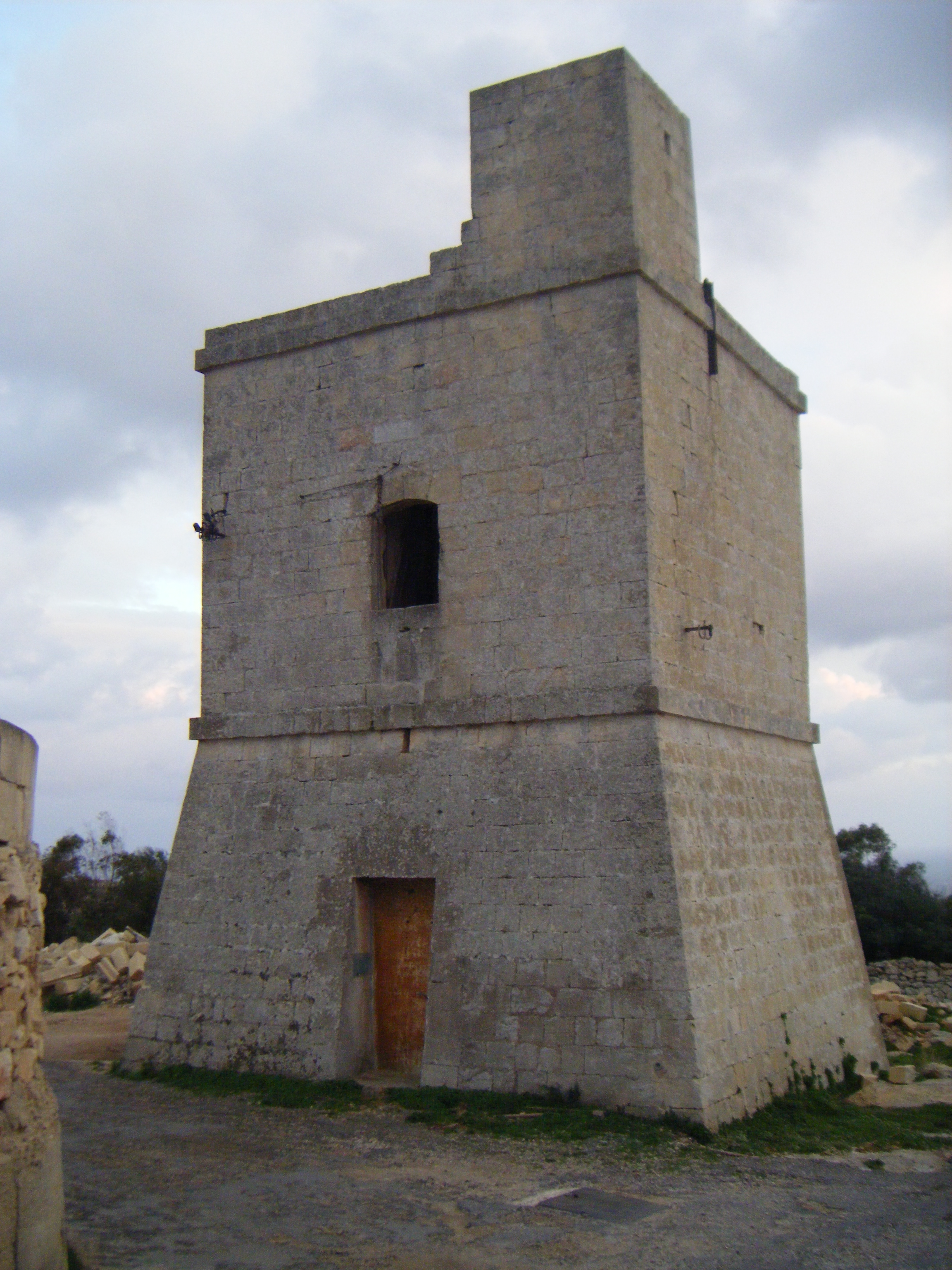
Wardija Tower